# Dean Moriarty

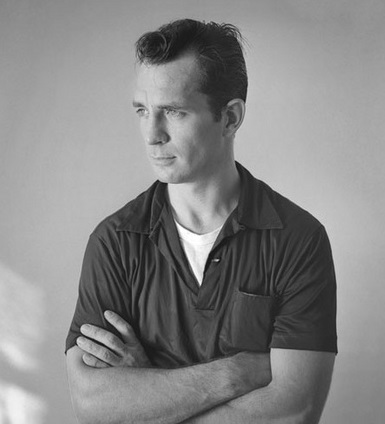
Jack Kerouac, auteur de Sur la route

Dean Moriarty est un personnage central du roman Sur la route de Jack Kerouac, publié en 1957. L'auteur s'inspira de son ami et compagnon de voyage, l'écrivain Neal Cassady, pour créer ce personnage.

## Biographie
Dean Moriarty est né sur la route en 1926 à Salt Lake City, que ses parents traversaient en voiture pour se rendre à Los Angeles. Son amour de la route lui vient de là. Séducteur, méprisant les règles, Dean Moriarty est un habitué des maisons de correction. Au début du roman, on apprend qu'il a épousé une jeune fille nommée Marylou. Au cours du récit, ils divorcent, Marylou allant se remarier avec un marin et Dean avec Camille, sa maîtresse.
Dean se lie vite d'amitié avec le narrateur, un écrivain nommé Sal Paradise (inspiré de Kerouac lui-même) avec qui il sillonnera les routes des États-Unis, de New York à Denver et de la Nouvelle-Orléans à San Francisco, et à qui il demandera de lui apprendre à écrire comme lui. Un de leurs voyages les mènera jusqu'au Mexique.

## Au cinéma
Dans le film Sur la route (2012) de Walter Salles, Dean Moriarty est interprété par Garrett Hedlund.